# Škofija Saint-Jérôme
Škofija Saint-Jérôme je rimskokatoliška škofija s sedežem v Saint-Jérômeju (Kanada).

## Geografija
Škofija zajame področje 2.116 km² s 459.000 prebivalci, od katerih je 446.000 rimokatoličanov (97,2 % vsega prebivalstva).
Škofija se nadalje deli na 35 župnij.

## Škofje
- Émilien Frenette (5. julij 1951-11. junij 1971)
- Bernard Hubert (25. junij 1971-27. januar 1977)
- Charles-Omer Valois (10. junij 1977-22. januar 1997)
- Gilles Cazabon, O.M.I.  (27. december 1997-2008)
- Pierre Morissette (2008-danes)[2]